# ルクレティア (クラナッハ、ウィーン)
『ルクレティア』（独: Lucretia、英: Lucretia）は、ドイツ・ルネサンス期の画家ルーカス・クラナッハ (父) が1532年にブナ板上に油彩で制作した絵画である。世俗的主題の中でクラナッハが最も多く手がけた古代ローマの歴史上の女性ルクレティアを主題としており、画家と工房による50点以上の同主題作のうちの1つである。作品は、ウィーン美術アカデミーに所蔵されている。

## 主題
古代ローマの歴史家ティトゥス・リヴィウスの『ローマ建国史』には、ルキウス・タルクィニウス・コッラティヌスの美しい妻ルクレティアの悲劇が記されている。彼女は王の息子により凌辱された後、自身の尊厳を守るために自害してしまう。その後、ルクレティアの兄弟は復讐を誓い、加害者の男を殺害した。この出来事は、ローマを王政から共和制に移行させる結果を招いた。
ルクレティアの図像はキリスト教世界の伝統に取り込まれ、彼女は結婚の忠誠や貞節を擁護する存在となる。ルクレティアの主題はクラナッハの工房で最も好まれた主題の1つとして、彼女が自身の胸に短剣を突き刺して自害するという場面が繰り返し描かれた。画家初期のルクレティア像は着衣の胸をはだけた姿で描かれ、全身を表したものではなかったが、本作のように後年の作品では裸体の全身像で表されるようになった。

## 作品
クラナッハは1509年に『ヴィーナスとキューピッド』 (エルミタージュ美術館) を描いたが、この作品は「アダムとイヴ」のような宗教画の一部ではない、アルプス以北最初の等身大裸体像であった。裸体像の本作のルクレティアも『ヴィーナスとキューピッド』のヴィーナス同様、透明なヴェールで覆われているが、それは裸身を隠すというより、かえって際立たせており、女性像のエロティシズムを表現したものだといえる。クラナッハの関心は物語的な叙述にはなく、女性の裸体にあり、それは彼女の身体を均一な黒色の背景の中に配置することにより強調されている。
一方、このルクレティアはクラナッハの女性像に典型的な、きわめて細い腰と小ぶりながらふっくらとした乳房を持ち、優雅な姿勢で立っている。こうした彼女の姿は、アルブレヒト・デューラーの『アダムとイヴ』 (プラド美術館) に見られるイタリア・ルネサンス的な人体プロポーションを持たず、北方的な造形感覚、すなわち中世以来の表現様式を継承したものである。
なお、本作のルクレティアは、とりわけフランクフルトのシュテーデル美術館蔵の『ヴィーナス』に著しい類似を見せている。クラナッハの工房には、多種多様な主題を効率的に描き出すための構図や形態のレパートリーが何種類もの素描の形で用意されていた。本作のルクレティアも、そうした中から選びだされた素描のイメージにもとづいていたはずである。

## ギャラリー

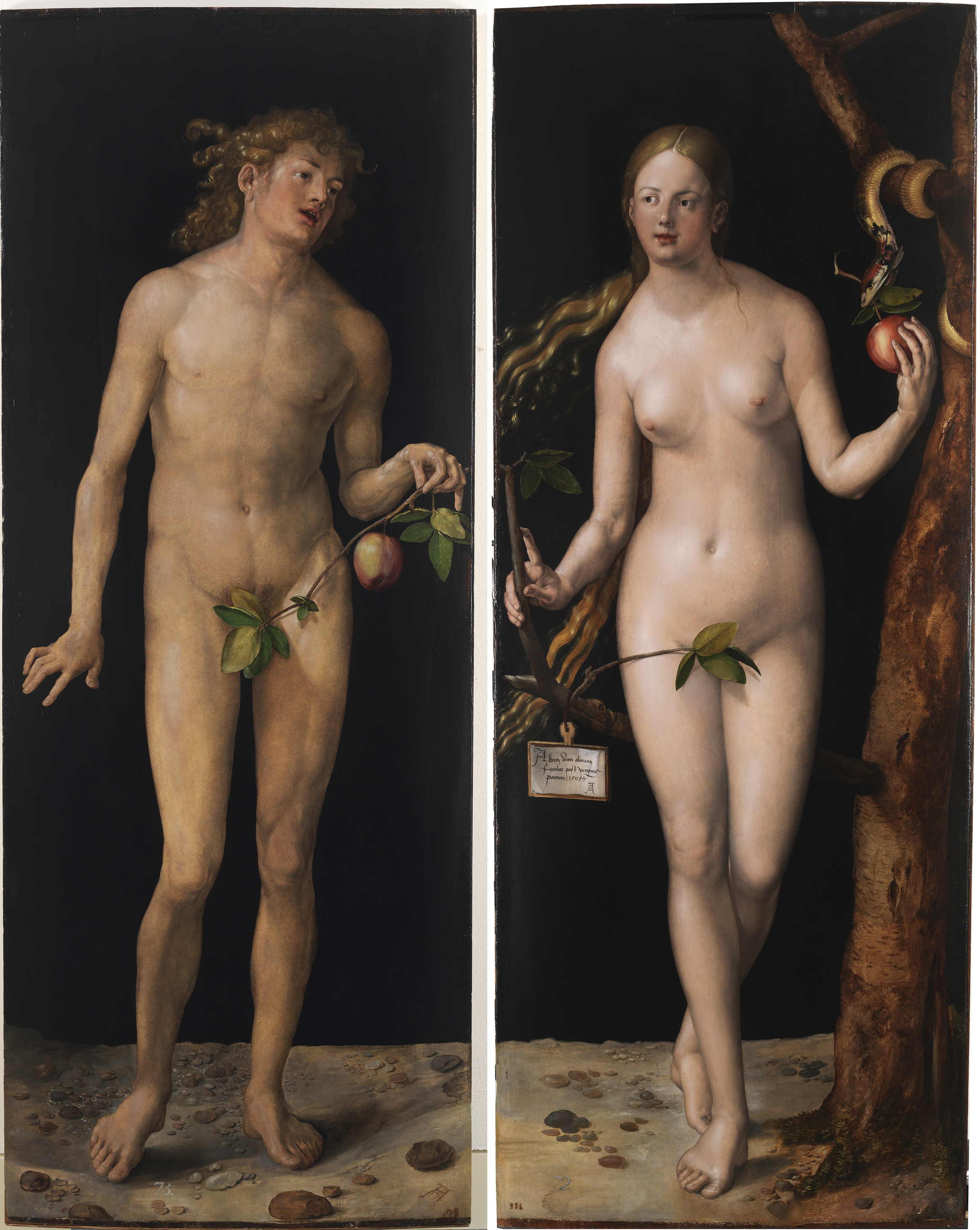
アルブレヒト・デューラー『アダムとイヴ』、プラド美術館 (マドリード)、1507年
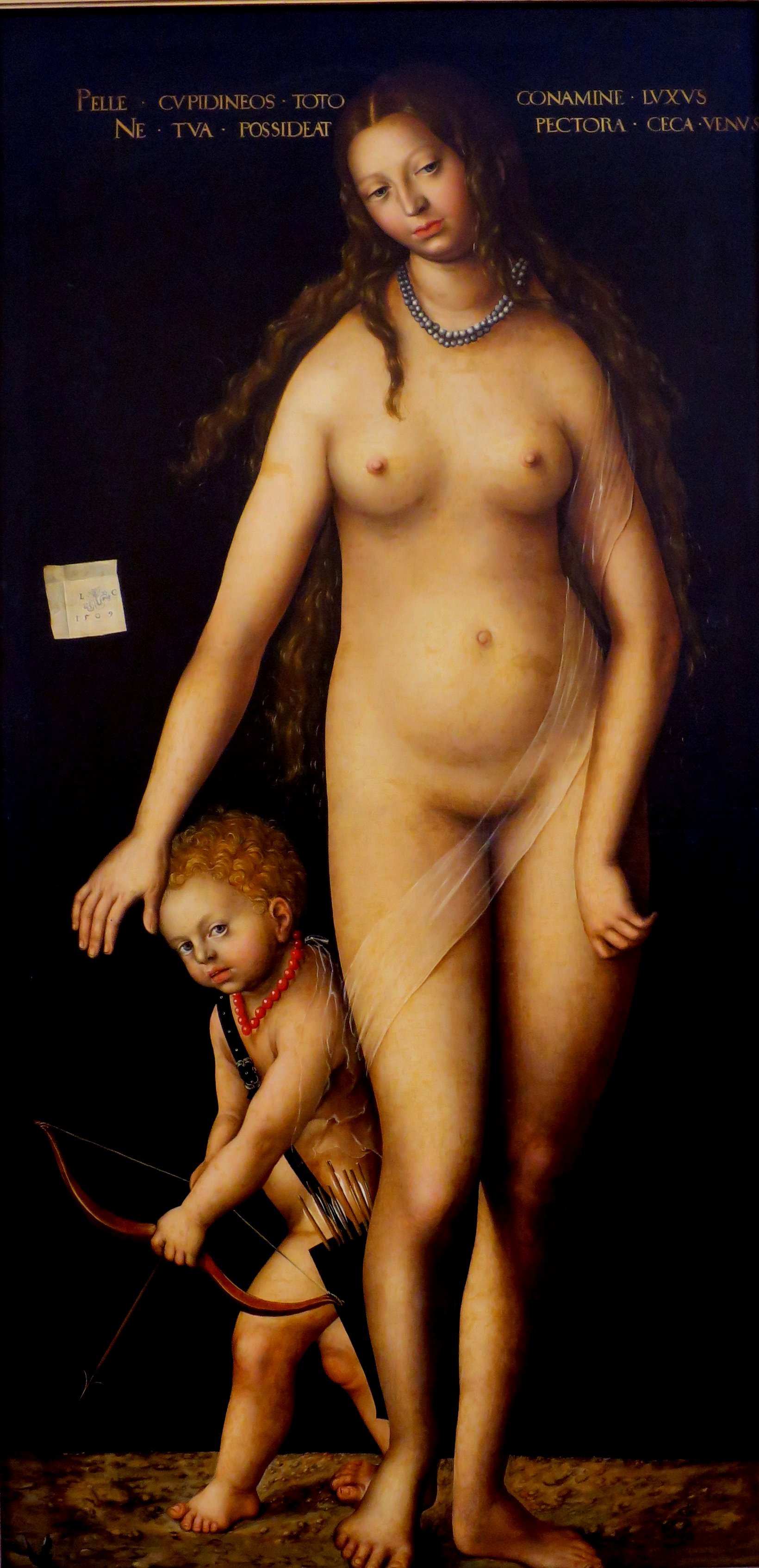
ルーカス・クラナッハ 『ヴィーナスとキューピッド』、エルミタージュ美術館、1509年
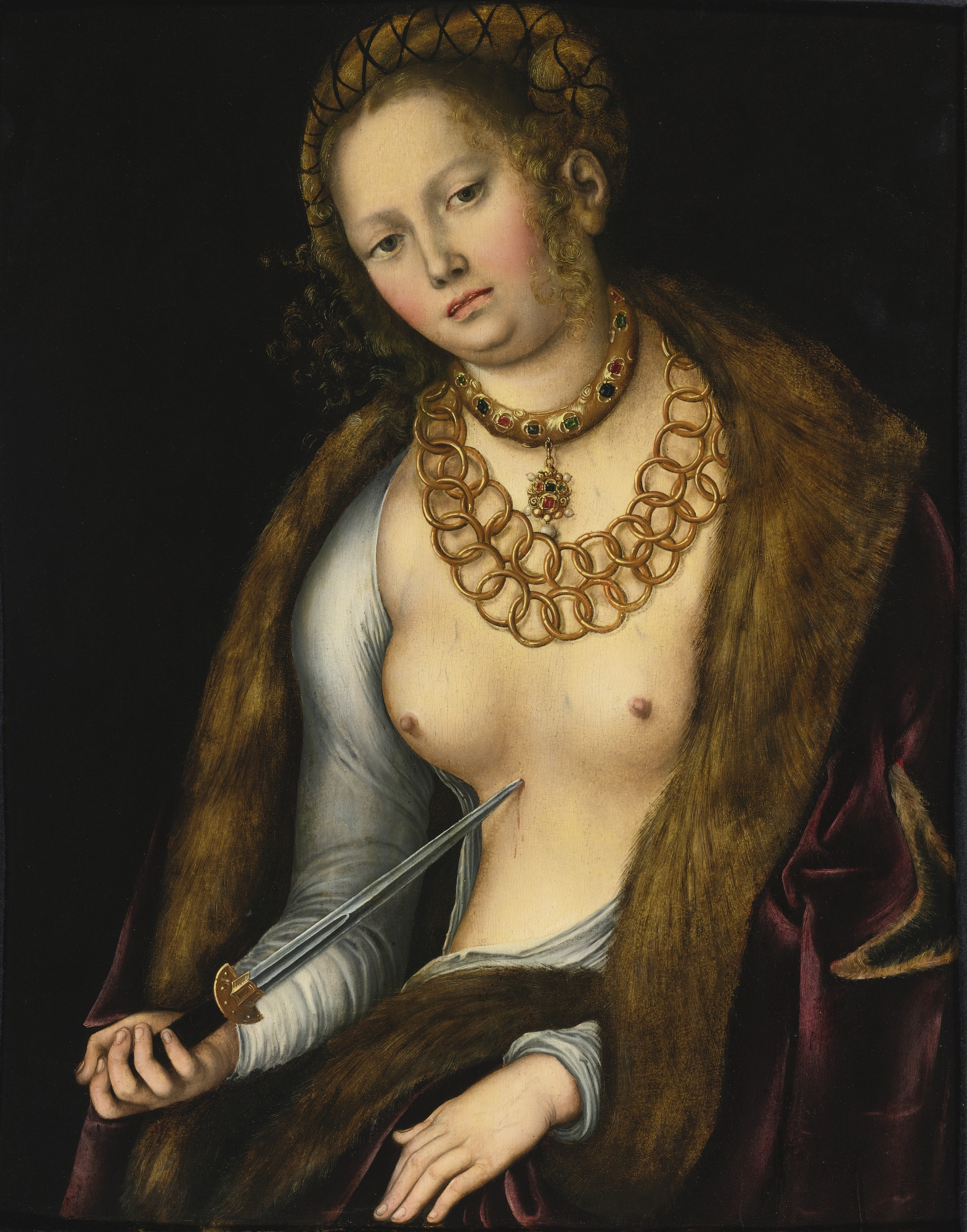
ルーカス・クラナッハ『ルクレティア』、個人蔵、1510-1513年
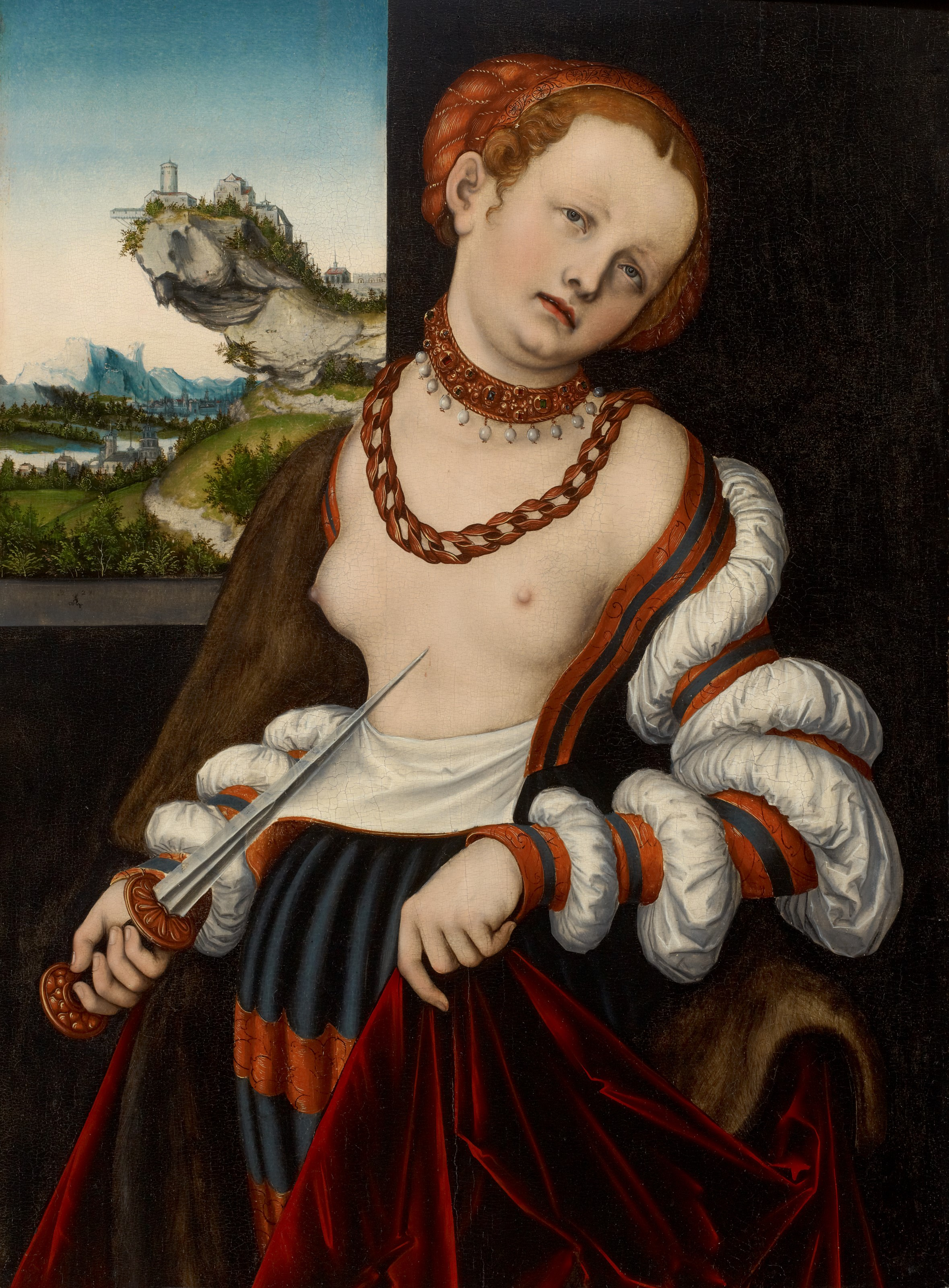
ルーカス・クラナッハ『ルクレティア』、ヒューストン美術館、1529年
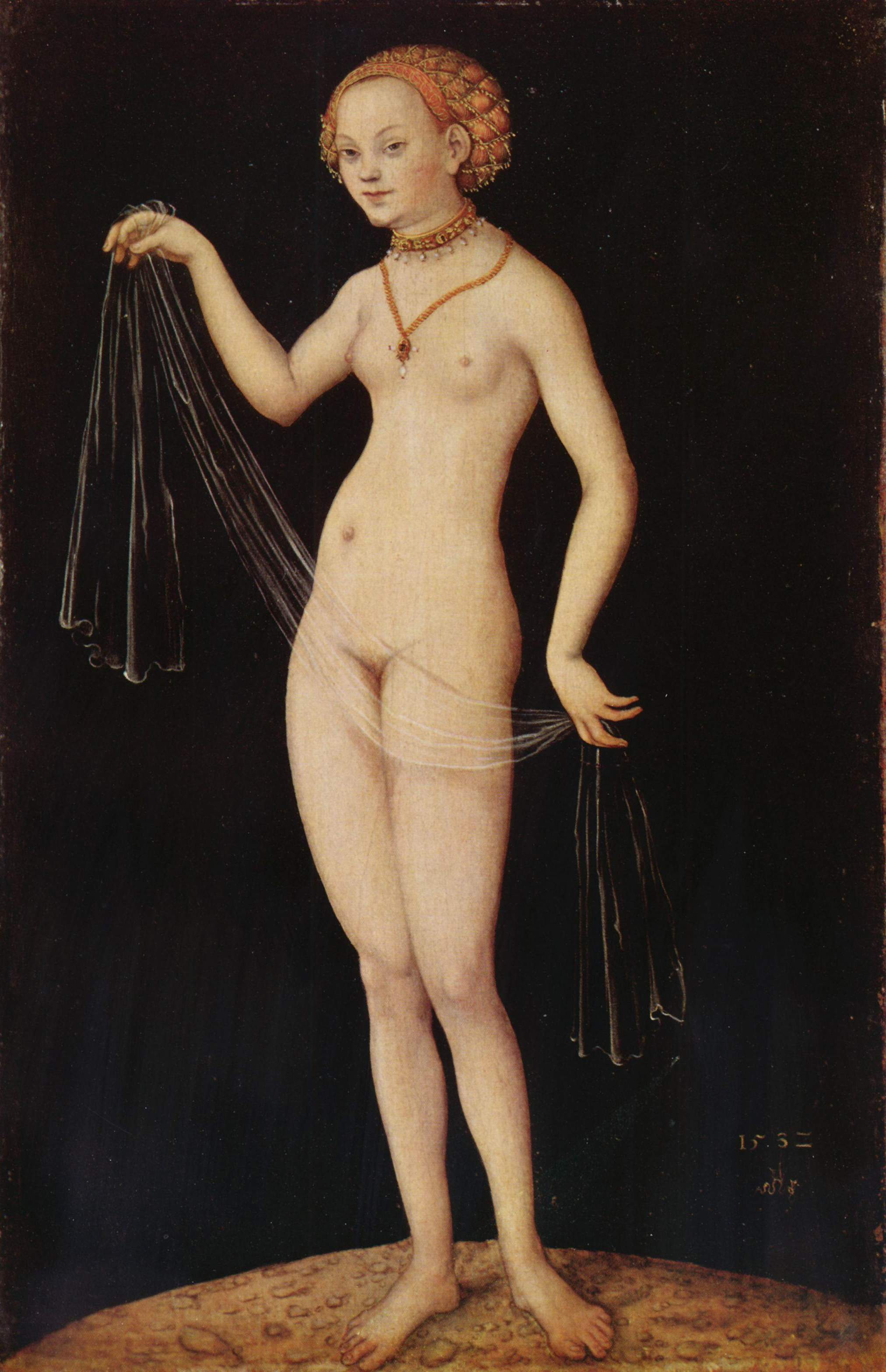
ルーカス・クラナッハ『ヴィーナス』、シュテーデル美術館、1532年